# Kristin Scott Thomas

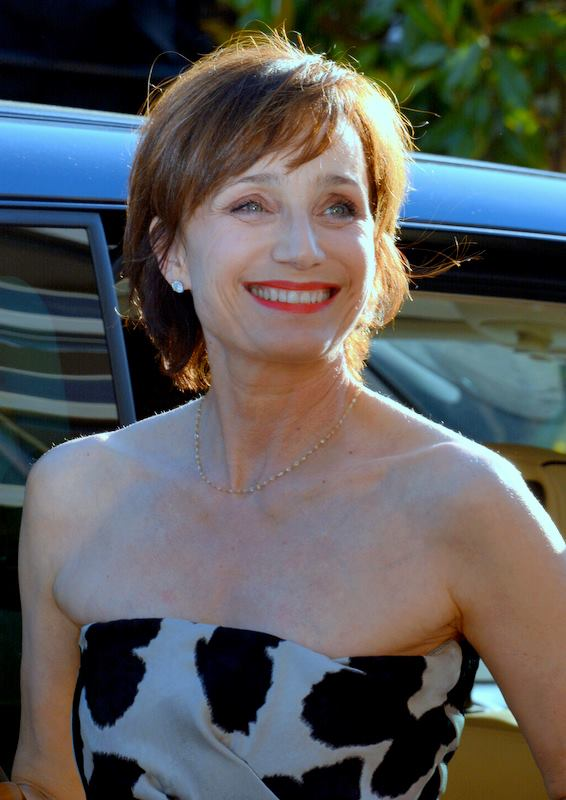
Kristin Scott Thomas la Festivalul de la Cannes 2013

Dame Kristin Ann Scott Thomas, OBE (n. 24 mai 1960, Redruth, Anglia, Regatul Unit) este o actriță britanică stabilită în Franța. A devenit faimoasă la nivel internațional pentru rolurile sale din anii 1990 din producțiile Luna amară, Four Weddings and a Funeral și Pacientul englez. Pentru rolul din Te iubesc de mult (2008),  a fost distinsă de Academia Europeană de Film cu Premiul pentru Cea mai bună prestație feminină.

## Biografie
Scott Thomas s-a născut în Redruth, Cornwall. Mama sa, Deborah (născută Hurlbatt), a fost crescută în Hong Kong și Africa și a studiat dramaturgia înainte de a se căsători cu tatăl Kristinei. Tatăl, Locotenent-comandor Simon Scott Thomas, a fost un pilot al marinei britanice care a murit într-un accident aviatic în 1964. Kristin este sora mai mare a actriței Serena Scott Thomas, nepoată a amiralului Sir Richard Thomas (care avea un Baston Negru (era un oficial) în Camera Lorzilor). Ea mai este o stră-stră-nepoată mai îndepărtată a Căpitanului Scott, exploratorul ghinionist care a pierdut cursa spre Polul Sud.

## Filmografie selectivă
- 1985 Charly (scurtmetraj)
- 1986 Under the Cherry Moon, regia Prince : Mary Sharon
- 1987 Agentul din umbră (Agent trouble), regia Jean-Pierre Mocky : Julie
- 1988 Lounge Chair : Marie
- 1988 Il matrimonio di Lady Brenda (A Handful of Dust), regia Charles Sturridge : Brenda Last
- 1988 The Tenth Man : Thérèse
- 1989 Bille en tête / Headstrong, regia Carlo Cotti : Clara
- 1989 Forza maggiore (Force majeure), regia Pierre Jolivet : Katia
- 1989 Un amore dannato (Bille en tête), regia Carlo Cotti

- 1990 Mio caro dottor Gräsler, regia Roberto Faenza : Sabine
- 1990 Aux yeux du mond, regia Éric Rochant : guvernanta
- 1990 Le bal du gouverneur : Marie Forestier
- 1991 Valentino! I Love You (scurtmetraj)
- 1992 Luna amară (Bitter Moon), regia Roman Polanski : Fiona Dobson
- 1994 Patru nunți și o înmormântare (Four Weddings and a Funeral), regia Mike Newell : Fiona
- 1994 O vară de neuitat (Un été inoubliable), regia Lucian Pintilie : Marie-Thérèse Von Debretsy
- 1995 Il confessionale (Le confessionnal), regia Robert Lepage : asistenta lui Alfred Hitchcock
- 1995 Richard al III-lea (Richard III), regia Richard Loncraine : Lady Anne
- 1995 Angeli e insetti (Angels and Insects), regia Philip Haas : Matty Crompton
- 1995 En mai, fais ce qu'il te plaît, regia Pierre Grange : Martine
- 1996 Misiune: Imposibilă (Mission: Impossible), regia Brian De Palma : Sarah Davies
- 1996 Pacientul englez (The English Patient), regia Anthony Minghella : Katharine Clifton
- 1996 Somebody to Love
- 1996 The Pompatus of Love, regia Richard Schenkman : Caroline
- 1997 Amour et confusions : Sarah
- 1998 Souvenir :  Ann
- 1998 Sweet Revenge : Imogen Staxton-Billing
- 1998 Îmblânzitorul de cai (The Horse Whisperer), regia Robert Redford : Annie MacLean
- 1998 Amori e vendette (The Revengers' Comedies), regia Alan Mowbray
- 1999 Random Hearts (Random Hearts), regia Sydney Pollack : Kay Chandler

- 2000 Up at the Villa, regia Philip Haas : Mary Panton
- 2000 Play : prima femeie
- 2001 Life as a House : Robin Monroe
- 2001 Gosford Park, regia Robert Altman : Sylvia McCordle
- 2003 Răni neînsemnate (Petites coupures), regia Pascal Bonitzer : Béatrice
- 2004 Arsène Lupin, regia Jean-Paul Salomé : Joséphine, contesă de Cagliostro
- 2005 Man to Man : Elena Van Den Ende
- 2005 Chromophobia, regia Martha Fiennes : Iona Aylesbury
- 2005 O dădacă plină de surprize (Keeping Mum), regia Niall Johnson : Gloria Goodfellow
- 2006 Dublura (La Doublure), regia Francis Veber : Christine Levasseur
- 2007 Tell No One (Ne le dis à personne), regia Guillaume Canet : Hélène Perkins
- 2007 The Walker, regia Paul Schrader : Lynn Lockner
- 2007 Busola de aur (The Golden Compass), regia Chris Weitz : Stelmaria (voce)
- 2008 I've Loved You So Long : Juliette
- 2008 The Other Boleyn Girl : Elizabeth Boleyn
- 2008 Seuls two : L'antiquaire
- 2008 Easy Virtue : Mrs. Whittaker
- 2008 Largo Winch : Ann Fergusson
- 2009 Confessions of a Shopaholic : Alette Naylor
- 2009 Leaving : Suzanne

- 2010 Nowhere Boy : Mimi Smith
- 2010 Contre Toi : Anna
- 2010 Crime d'amour (Love Crime) : Christine
- 2010 Sarah's Key : Julia Armond
- 2011 The Woman in the Fifth : Margit Kadar
- 2011 La pescuit în deșert (Salmon Fishing in the Yemen), regia Lasse Hallström : Bridget Maxwell
- 2012 Bel Ami : Virginie Walters

## Distincții
| An   | Titlu                       | Rol               | Note |
| ---- | --------------------------- | ----------------- | --- |
| 1986 | Under the Cherry Moon       | Mary Sharon       | Nominalizare la Golden Raspberry Award for Worst Supporting Actress |
| 1988 | A Handful of Dust           | Brenda Last       | Evening Standard British Film Award for Most Promising Newcomer |
| 1994 | Four Weddings and a Funeral | Fiona             | - BAFTA Award for Best Actress in a Supporting Role - Evening Standard British Film Award for Best Actress - Nominalizare la Chlotrudis Award for Best Supporting Actress |
| 1995 | Angels & Insects            | Matty Crompton    | - Evening Standard British Film Award for Best Actress - Nominalizare la Chlotrudis Award for Best Supporting Actress |
| 1996 | Pacientul englez            | Katharine Clifton | - National Board of Review Award for Best Supporting Actress - Nominalizare la Academy Award for Best Actress - Nominalizare la BAFTA Award for Best Actress in a Leading Role - Nominalizare la Golden Globe Award for Best Actress – Motion Picture Drama - Nominalizare la Satellite Award for Best Actress - Motion Picture Drama - Nominalizare la Screen Actors Guild Award for Outstanding Performance by a Female Actor in a Leading Role - Nominalizare la Screen Actors Guild Award for Outstanding Performance by a Cast in a Motion Picture |
| 2001 | Gosford Park                | Sylvia McCordle   | - Broadcast Film Critics Association Award for Best Cast - Florida Film Critics Circle Award for Best Cast - Online Film Critics Society Award for Best Cast - Satellite Special Achievement Award – Ensemble Cast - Screen Actors Guild Award for Outstanding Performance by a Cast in a Motion Picture - Nominalizare la Phoenix Film Critics Society Award for Best Cast |
| 2005 | O dădacă plină de surprize  | Gloria Goodfellow | Nominalizare la London Film Critics' Circle Award for British Actress of the Year |
| 2008 | I've Loved You So Long      | Juliette          | - Chlotrudis Award for Best Actress - European Film Award for Best Actress - London Film Critics' Circle Award for British Actress of the Year - Nominalizare la BAFTA Award for Best Actress in a Leading Role - Nominalizare la Cesar Award for Best Actress - Nominalizare la Golden Globe Award for Best Actress – Motion Picture Drama - Nominalizare la Irish Film and Television Award for Best Actress - Nominalizare la Satellite Award for Best Actress - Motion Picture Drama                                                                |
| 2008 | Easy Virtue                 | Mrs. Whittaker    | - Nominalizare la British Independent Film Awards for Best Supporting Actress - Nominalizare la London Film Critics' Circle Award for British Supporting Actress of the Year |
| 2009 | Leaving                     | Suzanne           | Nominalizare la Cesar Award for Best Actress |
| 2010 | Nowhere Boy                 | Mimi Smith        | - Nominalizare la British Independent Film Awards for Best Supporting Actress - Nominalizare la London Film Critics' Circle Award for British Supporting Actress of the Year - Nominalizare la BAFTA Award for Best Actress in a Supporting Role - Nominalizare la Satellite Award for Best Supporting Actress – Motion Picture |
| 2010 | Crime d'amour (Love Crime)  | Christine         | Nominalizare la Chlotrudis Award for Best Supporting Actress |
| 2010 | Sarah's Key                 | Julia Armond      | Nominalizare la Cesar Award for Best Actress |